# (6308) Ebisuzaki
(6308) Ebisuzaki est un astéroïde de la ceinture principale.

## Description
(6308) Ebisuzaki est un astéroïde de la ceinture principale. Il fut découvert le 17 janvier 1990 à Yatsugatake par Yoshio Kushida et Osamu Muramatsu. Il présente une orbite caractérisée par un demi-grand axe de 3,16 UA, une excentricité de 0,17 et une inclinaison de 2,7° par rapport à l'écliptique.

## Compléments